# Il clarinetto
Il clarinetto è un brano musicale di genere swing, inciso nel 1986 da Renzo Arbore e presentato alla XXXVI edizione del Festival di Sanremo, dove si classificò al secondo posto. Autori del brano, che fa parte dell'album, edito da Fonit Cetra, Prima che sia troppo tardi, sono lo stesso Renzo Arbore e Claudio Mattone.

## Storia

### Il brano al Festival di Sanremo 1986
Pare che Renzo Arbore avesse deciso di partecipare alla gara di Sanremo dopo aver rifiutato la proposta fattagli da Gianni Ravera di presentare la manifestazione e dopo aver inizialmente pensato di portare Grazie dei fiori bis.
Il suo brano, Il clarinetto, fu una delle 22 canzoni (ovvero tutte quelle dei big) presentate nel corso della prima serata, giovedì 13 febbraio 1986. Il brano fu accolto dal pubblico del Teatro Ariston con una vera e propria ovazione.
Dopo la prima serata, il brano fu messo in mezzo nella polemica che aveva coinvolto Loredana Bertè, la quale si era presentata sul palco del Teatro Ariston con un finto pancione. La Berté difese la propria scelta dicendo:
(Loredana Bertè)
Nelle serate successive,  Renzo Arbore disse di non voler vincere il Festival, perché "non sarebbe giusto", ma di accontentarsi del secondo posto. Le previsioni alla vigilia della finale indicavano infatti un testa a testa tra il brano di Arbore e Adesso tu di Eros Ramazzotti.
Al termine della rassegna, Il clarinetto risultò proprio secondo dietro ad Adesso tu di Eros Ramazzotti e davanti a Senza un briciolo di testa di Marcella Bella, totalizzando, grazie al voto espresso tramite le schedine del Totip 2.185.692 voti, pari all'11,1% delle preferenze.
Quando sul tabellone della classifica la canzone di Arbore era rimasta l'ultima insieme ad Adesso tu di cui non si conosceva ancora la posizione, lo stesso Arbore anticipò la conduttrice Loretta Goggi, indicando in Ramazzotti il vincitore.
Circolarono addirittura voci che "Il clarinetto" fosse stata la canzone destinata a vincere il festival e che Arbore si fosse accordato per cedere volontariamente lo "scettro" a Ramazzotti.

### Dopo il Festival
Al termine del Festival di Sanremo del 1986, la scelta di Arbore e della sua casa discografica, la Fonit Cetra, fu quella di non pubblicare il brano come singolo, ma di inserirlo come brano "trainante" del nuovo album dell'artista pugliese.
Il brano fu tuttavia inserito in quell'anno come lato B di un 45 giri edito dalla Ricordi, che al Lato A prevedeva Stripped dei Depeche Mode, e del quale era vietata la vendita, in quanto riservato alle radio.
La canzone è inoltre presente in vari album raccolta sui brani più conosciuti della storia del Festival di Sanremo, oltre che nella compilation dell'etichetta Ricordi relativa a quell'edizione.
A due mesi di distanza dalla fine del Festival, Renzo Arbore fu uno degli artisti che parteciparono alla trasferta in Unione Sovietica denominata "Sanremo a Mosca". In quell'occasione la "Titina" nominata nel brano divenne "Tat'jana" e la "chitarrina" - per poter far rima - la "chitarriana".

### Il brano a Sanremo 28 anni dopo
Arbore ripropose il brano 28 anni dopo, in occasione del Festival di Sanremo 2014, manifestazione alla quale partecipò in veste di ospite, accompagnato dal gruppo denominato "Tre amici e un cognato".

## Testo
(Il clarinetto (1986))
Il testo del brano è caratterizzato da doppi sensi a tematica sessuale, in cui il clarinetto diventa la metafora dell'organo genitale maschile e viene definito come uno strumento che non può suonare da solo, ma che per "creare un bel blues" ha bisogno di accompagnamento e, per questo, è sempre alla ricerca della sua "chitarrina", che cerca - parafrasando la versione italiana di Je cherche après Titine - come "la Titina".